# Фермионное поле
В квантовой теории поля фермионное поле является квантовым полем, квантами которого являются фермионы, то есть кванты подчиняются статистике Ферми — Дирака. Фермионные поля подчиняются каноническим антикоммутационным соотношениям, в отличие от бозонных полей, которые подчиняются каноническим коммутационным соотношениям.
Самым известным примером фермионного поля является поле Дирака, которое описывает частицы со спином 1/2: электроны, протоны, кварки и т. д. Поле Дирака можно описать как четырёхкомпонентный спинор или как пару двухкомпонентных спиноров Вейеля.